# Лазарет в Мельине
Лазаре́т в Ме́льине  — крепость и военный госпиталь, построенный венецианцами в 1732 году недалеко от города Херцег-Нови (Черногория) в поселке Мельине на самом берегу моря. Это учреждение, сохранившееся до наших дней, выполняло функции карантина, а также давало разрешение на ввоз или вывоз различных товаров.

## Расположение
Мельине — небольшое туристическое место на черногорской ривьере в Боко-Которской бухте недалеко от города Херцег-Нови.
Это поселение расположено на побережье в трех километрах на восток от г. Херцег-Нови и в двух километрах на запад от поселка Зеленика. Отсюда по набережной «Пет Даница» через Херцег-Нови можно добраться до курорта Игало. Именно здесь находится культурно-исторический памятник Лазарет, датируемый 1732 годом. В Мельине еще со времен Венецианской республики находится большая больница, действующая и сейчас.
Из Мельине через гору Орен можно попасть в г. Требине в Боснии и Герцеговине, Республика Сербская. Эта дорога на 150 км сокращает существующий путь от Сербии и Боснии и Герцеговины до черногорского побережья.

## История
Территории вокруг Котора находились под властью Венеции с 1420 года. В 1482 году Херцег-Нови отвоевала Османская империя и владела им в течение двух веков с кратким перерывом в 1538—1539 годах, когда город ненадолго захватили испанцы. Только в 1688 году венецианцы отбили город у турок и включили Херцег-Нови в состав Венецианской республики как часть провинции «Венецианская Албания» или «Албания Венета».
Тогда стало необходимо полностью изменить существующий в те времена общественный быт, поскольку он сильно устарел и не отвечал современным на тот момент нормам. Одной из важнейших задач новой власти стало обеспечение здоровья общества. Кроме того, освободив Херцег-Нови, первый город на входе в Боко-Которскую бухту, венецианцы хотели сделать его портом, поэтому городу был необходим лазарет, он же карантин. Также, это учреждение должно было выполнять функции современного ветеринарного надзора, то есть давать разрешение на ввоз или вывоз тех или иных товаров.
Первый Лазарет был организован уже к 1700 году и находился в самом г. Херцег-Нови, недалеко от старого города, чуть ниже католического монастыря Св. Антуна, правее и ниже современного театра. Он просуществовал несколько лет, однако его решено было разобрать из-за опасности сползания почвы, поскольку Херцег-Нови расположен на скале, а вокруг сплошные склоны.

Новый Лазарет построили чуть в стороне от города в поселке Мельине на самом берегу моря. Это был целый комплекс зданий с атриумом и собственной церковью. Внешне он напоминал небольшую крепость, но стены его были не столь высоки, как у крепостей, и без бойниц. Строительство нового Лазарета было закончено в 1732 году. Пришедшие сюда позднее австрийцы использовали здание Лазарета для военных нужд.
В 1797 году область венецианской Албании стала частью Наполеоновского Королевства Италия, а затем в 1809 году была включена во французские Иллирийские области. В 1814 году они вошли в состав Австрийской империи, а с 1918 года в состав Югославии до ее распада.

## Водопровод
В 1741 году к Лазарету в Мельине от расположенного рядом с ним монастыря Савина провели водопровод, что было прогрессивным для того времени новшеством. При этом вода в нем была не простая, а святая, монастырская. Огромное здание Лазарета прекрасно сохранилось и по сей день, а вот водопровод уже не действует.

## Архитектура
Для постройки лазарета в Мельине венецианцы использовали превосходный резной камень, из которого также была построена савинскими монахами новая церковь для рядом расположенного монастыря Савина.

Архитектура старинного лазарета в Мельине, как и положено военному госпиталю того времени, напоминает скорее оборонительную крепость. За внушительными стенами находится большой больничный корпус, в котором предусмотрительные венецианские архитекторы сделали не только основной вход, но и запасной выход. Также здесь есть еще три корпуса меньшего размера. Кроме этого, внутренний двор лазарета в Мельине украшает фонтан и небольшая часовня, посвященная Святому Року.
К лазарету в Мельине возле Херцег-Нови можно добраться и со стороны моря. Для этого венецианцами были построены две пристани для кораблей. Со стороны этих причалов открывается великолепный вид на утопающий в зелени госпиталь Херцег-Нови. Вечнозеленые сосны местами растут прямо из стен старинного лазарета и придают архитектуре этого сооружения колорит старинной крепости.

## Туризм
Сейчас на месте старого Лазарета работает туристический комплекс: в основном здании Лазарета размещен 5-ти звездочный отель Lazure, в соседнем – SPA-центр, а также построена марина и комплекс аппартаментов.